# پل جی. فانین
پل جونز فانین (به انگلیسی: Paul Jones Fannin) سناتور سابق عضو حزب جمهوری‌خواه ایالات متحده آمریکا بود. وی در سال ۱۹۶۵ تا ۱۹۷۷ میلادی سناتور ایالت آریزونا در سنای ایالات متحده آمریکا بود.